# 고레냐바스폴랴네

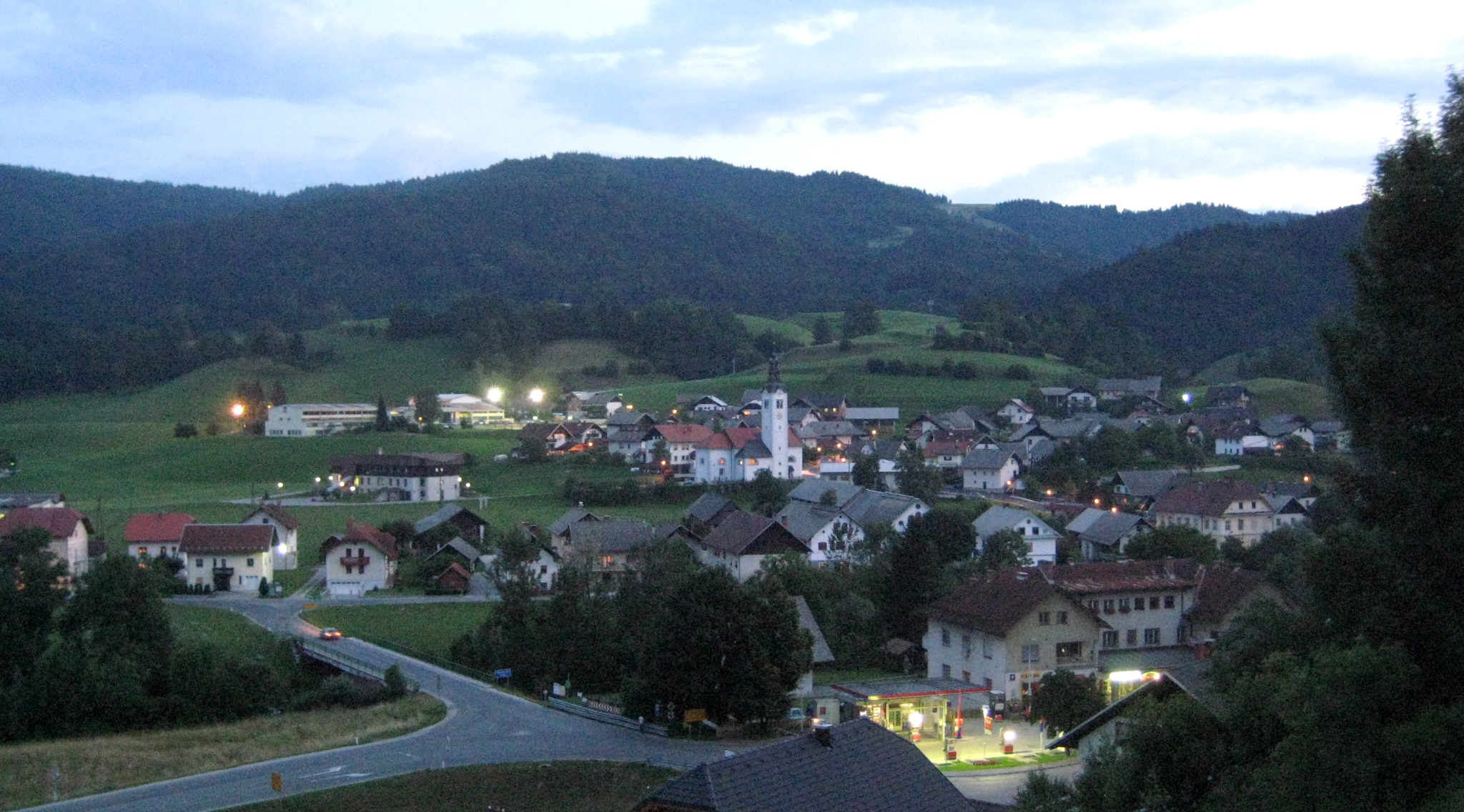
고레냐바스폴랴네

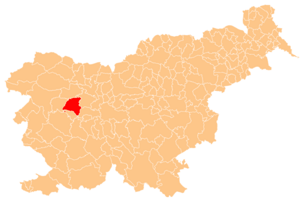
고레냐바스폴랴네의 위치

고레냐바스폴랴네(슬로베니아어: Gorenja Vas–Poljane)는 슬로베니아의 도시로 면적은 153.3km2, 인구는 6,877명(2002년 기준), 인구 밀도는 44.9명/km2이다.